# Pseudopanurgus townsendi
Pseudopanurgus townsendi là một loài Hymenoptera trong họ Andrenidae. Loài này được Cockerell mô tả khoa học năm 1897.